# Depressopyga ugandae
Depressopyga ugandae là một loài tò vò trong họ Ichneumonidae.